# Burgbernheim
Burgbernheim is een plaats in de Duitse deelstaat Beieren, en maakt deel uit van het Landkreis Neustadt a.d.Aisch- Bad Windsheim.
Burgbernheim telt 3.368 inwoners. De naam is een samentrekking voor de Burg wo die Bären daheim sind. De inwoners korten de naam af tot Berna. De afgelopen jaren zijn onder andere een schoenenwinkel en een kleine supermarkt uit het dorp verdwenen. Na de grote overstromingen in het land is buiten het dorp een heuvel opgeworpen om zoiets ter plaatse te voorkomen. Zoals bij veel dorpen in het gedeelte van Beieren dat Franken heet, zijn ook hier de fruitbomen overvloedig aanwezig. Vooral de Zwetschen, een kleine soort blauwe pruimen waar de Zwetschenkuchen van gebakken worden maar ook het Zwetschenwasser van wordt gestookt.
Bad Windsheim ·
Baudenbach ·
Burgbernheim ·
Burghaslach ·
Dachsbach ·
Diespeck ·
Dietersheim ·
Emskirchen ·
Ergersheim ·
Gallmersgarten ·
Gerhardshofen ·
Gollhofen ·
Gutenstetten ·
Hagenbüchach ·
Hemmersheim ·
Illesheim ·
Ippesheim ·
Ipsheim ·
Langenfeld ·
Marktbergel ·
Markt Bibart ·
Markt Erlbach ·
Markt Nordheim ·
Markt Taschendorf ·
Münchsteinach ·
Neuhof a.d.Zenn ·
Neustadt a.d.Aisch ·
Oberickelsheim ·
Obernzenn ·
Oberscheinfeld ·
Scheinfeld ·
Simmershofen ·
Sugenheim ·
Trautskirchen ·
Uehlfeld ·
Uffenheim ·
Weigenheim ·
Wilhelmsdorf